# Sărățeni (gmina w okręgu Jałomica)
Sărățeni – gmina w Rumunii, w okręgu Jałomica. Obejmuje tylko jedną miejscowość Sărățeni. W 2011 roku liczyła 1290 mieszkańców. 